# Campeonato Gaúcho de Futebol de 2020 - Divisão de Acesso
O Campeonato Gaúcho de Futebol da Divisão de Acesso de 2020 seria a 64ª edição da divisão de acesso do futebol gaúcho. A competição, organizada pela Federação Gaúcha de Futebol, iria ser disputada por dezesseis equipes entre os meses de fevereiro e março, até a paralisação pela pandemia de Covid. A competição garantiria ao campeão e ao vice-campeão o direito de disputar a Divisão Principal do Campeonato Gaúcho em 2021.
Em 21 de agosto, após videoconferência com os clubes participantes, a federação determinou o encerramento da competição pela impossibilidade sanitária, organizacional e financeira.

## Fórmula de Disputa
- Primeira Fase: As dezesseis equipes foram divididas em dois grupos, de acordo com a localização geográfica. As equipes enfrentam-se em turno e returno dentro do próprio grupo. As quatro primeiras classificam-se para a fase de Quartas de Final.
- Quartas de Final: As quatro melhores equipes classificas em cada um dos dois grupos, enfrentam-se em cruzamento olímpico, em jogos de ida e volta com a vantagem de decidir em casa a equipe de melhor campanha, somando-se a este critério, a fase anterior.
- Semifinal: As quatro equipes vencedoras dos confrontos de quartas de final, enfrentam-se novamente em cruzamento olímpico, em jogos de ida e volta com a vantagem de decidir em casa e equipe de melhor campanha, somando-se a este critério, as fases anteriores. As duas equipes vencedoras da fase semifinal, estão automaticamente classificadas para a Primeira Divisão em 2021.
- Final: As duas equipes vencedoras dos confrontos da semifinal, enfrentam-se em jogos de ida e volta com a vantagem de decidir em casa a equipe de melhor campanha, somando-se a este critério, as fases anteriores.

## Organização
Música Tema das Competições
A partir deste ano, tendo como referência as grandes ligas mundiais, as competições oficias da FGF, terão em sua abertura a música tema das competições. Composta por Airton Ruschel Júnior, ela será reproduzida sempre no início do protocolo dos jogos do Gauchão, com o objetivo de criar uma identificação sonora do campeonato. A composição foi inspirada nas batidas da música gaúcha, gravada e mixada por Airton Ruschel Júnior, também responsável pelo bombo leguero, percussão, cellos e violinos, a composição tem ainda a participação de Diego Dias no acordeon. A música tema foi apresentada, pela primeira vez, na disputa da Recopa Gaúcha, em 19 de janeiro de 2020. 
Transmissão dos jogos
Pela primeira vez, também, a FGF garante a transmissão de todos os jogos do campeonato. A princípio com transmissões pelo site fgftv.com.br e posteriormente, através do aplicativo para celular FGF TV. Para assistir no aplicativo, o torcedor deverá pagar uma mensalidade, na qual, parte do valor será destinado ao seu clube do coração. A cada rodada, uma partida poderá ser assistida gratuitamente pelas redes sociais da Federação. 

## Primeira Fase

### Grupo A
| Grupo A | Grupo A               | Grupo A | Grupo A | Grupo A | Grupo A | Grupo A | Grupo A | Grupo A | Grupo A | Grupo A | Grupo A |
| Pos     | Times                 | Pts     | J       | V       | E       | D       | GP      | GC      | SG      | %       |         |
| ------- | --------------------- | ------- | ------- | ------- | ------- | ------- | ------- | ------- | ------- | ------- | ------- |
| 1       | Glória                | 7       | 3       | 2       | 1       | 0       | 4       | 1       | +3      | 78      |         |
| 2       | Veranópolis           | 5       | 3       | 1       | 2       | 0       | 1       | 0       | +1      | 56      |         |
| 3       | União Frederiquense   | 4       | 3       | 1       | 1       | 1       | 4       | 2       | +2      | 44      |         |
| 4       | Igrejinha             | 4       | 3       | 1       | 1       | 1       | 2       | 1       | +1      | 44      |         |
| 5       | Tupi                  | 4       | 3       | 1       | 1       | 1       | 3       | 4       | –1      | 44      |         |
| 6       | Passo Fundo           | 3       | 3       | 0       | 3       | 0       | 2       | 2       | 0       | 33      |         |
| 7       | Brasil de Farroupilha | 2       | 3       | 0       | 2       | 1       | 0       | 2       | –2      | 22      |         |
| 8       | Cruzeiro-RS           | 1       | 3       | 0       | 1       | 2       | 2       | 6       | –4      | 11      |         |

|  |                                              |
|  |                                              |
|  | Equipes classificadas à Fase Final           |
|  | Equipes Rebaixadas à Segunda Divisão de 2021 |

| Resultados (Resumo)   | Resultados (Resumo) | Resultados (Resumo) | Resultados (Resumo) | Resultados (Resumo) | Resultados (Resumo) | Resultados (Resumo) | Resultados (Resumo) | Resultados (Resumo) | Resultados (Resumo) |
| Clube                 | BRA                 | CRU                 | GLO                 | IGR                 | PFU                 | TUP                 | UFR                 | VEC                 |                     |
| --------------------- | ------------------- | ------------------- | ------------------- | ------------------- | ------------------- | ------------------- | ------------------- | ------------------- | ------------------- |
| Brasil de Farroupilha |                     | –                   | 0 – 0               | –                   | –                   | –                   | –                   | –                   |                     |
| Cruzeiro-RS           | –                   |                     | –                   | –                   | 1 – 1               | 1 – 2               | –                   | –                   |                     |
| Glória                | –                   | –                   |                     | 1 – 0               | –                   | 3 – 1               | –                   | –                   |                     |
| Igrejinha             | 2 – 0               | –                   | –                   |                     | –                   | –                   | –                   | –                   |                     |
| Passo Fundo           | –                   | –                   | –                   | 0 – 0               |                     | –                   | 0 – 0               | –                   |                     |
| Tupi                  | –                   | 2 – 1               | –                   | –                   | –                   |                     | –                   | 0 – 0               |                     |
| União Frederiquense   | –                   | 3 – 0               | –                   | –                   | –                   | –                   |                     | –                   |                     |
| Veranópolis           | 0 – 0               | –                   | –                   | –                   | –                   | –                   | 1 – 0               |                     |                     |

|  |                     |  |        |  |                      |
|  | Vitória do Mandante |  | Empate |  | Vitória do Visitante |

### Grupo B
| Grupo B | Grupo B              | Grupo B | Grupo B | Grupo B | Grupo B | Grupo B | Grupo B | Grupo B | Grupo B | Grupo B | Grupo B |
| Pos     | Times                | Pts     | J       | V       | E       | D       | GP      | GC      | SG      | %       |         |
| ------- | -------------------- | ------- | ------- | ------- | ------- | ------- | ------- | ------- | ------- | ------- | ------- |
| 1       | São Paulo-RS         | 7       | 3       | 2       | 1       | 0       | 7       | 3       | +4      | 78      |         |
| 2       | Inter de Santa Maria | 5       | 3       | 1       | 2       | 0       | 4       | 3       | +1      | 56      |         |
| 3       | Guarany de Bagé      | 4       | 3       | 1       | 1       | 1       | 6       | 4       | +2      | 44      |         |
| 4       | Lajeadense           | 4       | 3       | 1       | 1       | 1       | 3       | 3       | 0       | 44      |         |
| 5       | São Gabriel          | 3       | 3       | 1       | 0       | 2       | 3       | 4       | –1      | 33      |         |
| 6       | Guarani-VA           | 3       | 3       | 1       | 0       | 2       | 3       | 7       | –4      | 33      |         |
| 7       | Avenida              | 3       | 3       | 0       | 3       | 0       | 2       | 2       | 0       | 33      |         |
| 8       | Bagé                 | 2       | 3       | 0       | 2       | 1       | 1       | 3       | –2      | 22      |         |

|  |                                              |
|  |                                              |
|  | Equipes classificadas à Fase Final           |
|  | Equipes Rebaixadas à Segunda Divisão de 2021 |

| Resultados (Resumo)  | Resultados (Resumo) | Resultados (Resumo) | Resultados (Resumo) | Resultados (Resumo) | Resultados (Resumo) | Resultados (Resumo) | Resultados (Resumo) | Resultados (Resumo) | Resultados (Resumo) |
| Clube                | AVE                 | BAG                 | GVA                 | GBA                 | INT                 | LAJ                 | SGA                 | SPO                 |                     |
| -------------------- | ------------------- | ------------------- | ------------------- | ------------------- | ------------------- | ------------------- | ------------------- | ------------------- | ------------------- |
| Avenida              |                     | 0 – 0               | –                   | –                   | 1 – 1               | –                   | –                   | –                   |                     |
| Bagé                 | –                   |                     | –                   | –                   | –                   | 0 – 0               | –                   | 1 – 3               |                     |
| Guarani-VA           | –                   | –                   |                     | –                   | –                   | 2 – 1               | –                   | –                   |                     |
| Guarany de Bagé      | –                   | –                   | 3 – 0               |                     | 2 – 2               | –                   | –                   | –                   |                     |
| Inter de Santa Maria | –                   | –                   | –                   | –                   |                     | –                   | 1 – 0               | –                   |                     |
| Lajeadense           | –                   | –                   | –                   | –                   | –                   |                     | 2 – 1               | –                   |                     |
| São Gabriel          | –                   | –                   | –                   | 2 – 1               | –                   | –                   |                     | –                   |                     |
| São Paulo-RS         | 1 – 1               | –                   | 3 – 1               | –                   | –                   | –                   | –                   |                     |                     |

|  |                     |  |        |  |                      |
|  | Vitória do Mandante |  | Empate |  | Vitória do Visitante |

## Fatos Históricos
Efeitos do Coronavírus:
A quarta rodada da competição, que originalmente seria disputada no final de semana de 14 e 15 de março, acabou sendo adiada. A medida foi uma ação da Federação Gaúcha de Futebol em prevenção à disseminação do coronavírus, após alguns casos confirmados da doença no Estado do Rio Grande do Sul. Originalmente, a Federação, havia determinado que todas as partidas seriam disputadas com portões fechados, porém após reclamação dos Clubes, decidiu-se pelo adiamento da rodada. Na ocasião, não havia sido divulgada uma nova data para a disputa. 
 Em 16 de março, com o decreto de pandemia expedido pela Organização Mundial da Saúde, em uma nova reunião da Federação com os representantes dos Clubes, decidiu-se pela paralisação (inicialmente por quinze dias) de todas as competições estaduais, organizadas pela FGF.

## Ligações Externas
- Página Oficial da FGF